# Calothamnus borealis
Calothamnus borealis är en myrtenväxtart som beskrevs av Trevor J. Hawkeswood. Calothamnus borealis ingår i släktet Calothamnus och familjen myrtenväxter.

## Underarter
Arten delas in i följande underarter:
- C. b. borealis
- C. b. cinereus